# Atletica leggera ai Giochi della VII Olimpiade - Salto in lungo

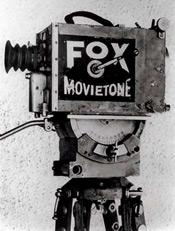
video della finale (durata: 51")

La competizione del salto in lungo di atletica leggera ai Giochi della VII Olimpiade si tenne i giorni 17 e 18 agosto 1920 allo Stadio Olimpico di Anversa.

## L'eccellenza mondiale
| Primatista mondiale      | 7,61  | Peter O'Connor 1901 | Rit. 1907 |
| Primatista stagionale    | 7,515 | Solomon Butler      | Presente  |
| Vincitore dei Trials USA | 7,515 | Solomon Butler      | Presente  |

1. ↑  Fino al 15 agosto.

## Risultati

### Turno eliminatorio
Tutti i 29 iscritti hanno diritto a tre salti. Poi si stila una classifica. I primi sei disputano la finale (tre ulteriori salti).
I sei finalisti si portano dietro i risultati della qualificazione.
La miglior prestazione appartiene allo svedese William Petersson con 6,94 m. Il vincitore dei Trials, Solomon Butler, dopo un salto iniziale a 6,60 si infortuna ed è fuori dai giochi.
| Pos. | Atleta            | Nazione        | Misura |
| ---- | ----------------- | -------------- | ------ |
| 1    | William Petersson | Svezia         | 6,940  |
| 2    | Erik Abrahamsson  | Svezia         | 6,860  |
| 3    | Carl Johnson      | Stati Uniti    | 6,820  |
| 4    | Rolf Franksson    | Svezia         | 6,730  |
| 5    | Dink Templeton    | Stati Uniti    | 6,670  |
| 6    | Erling Aastad     | Norvegia       | 6,620  |
| 7    | Sol Butler        | Stati Uniti    | 6,600  |
| 8    | Einar Ræder       | Norvegia       | 6,585  |
| 9    | Gösta Bladin      | Svezia         | 6,570  |
| 10   | Johan Johannesen  | Norvegia       | 6,565  |
| 11   | John Merchant     | Stati Uniti    | 6,500  |
| 11   | Eugène Coulon     | Francia        | 6,500  |
| 13   | William Hunter    | Gran Bretagna  | 6,420  |
| 14   | Marcel Orfidan    | Francia        | 6,390  |
| 15   | Hans Kindler      | Svizzera       | 6,340  |
| 16   | Eero Lehtonen     | Finlandia      | 6,285  |
| 17   | Charles Courtin   | Francia        | 6,230  |
| 18   | Gustave De Bruyne | Belgio         | 6,200  |
| 19   | Hugo Lahtinen     | Finlandia      | 6,190  |
| 20   | Harold Abrahams   | Gran Bretagna  | 6,050  |
| 21   | Edmond Médécin    | Monaco         | 6,035  |
| 22   | Charles Lively    | Gran Bretagna  | 5,870  |
| 23   | Henri Pleger      | Lussemburgo    | 5,815  |
| 24   | Jean Lefèbvre     | Belgio         | 5,790  |
| 25   | Julien Lehouck    | Belgio         | 5,760  |
| 26   | František Šretr   | Cecoslovacchia | 5,550  |
| 27   | Charles Guézille  | Francia        | 5,485  |
| 28   | Paul Hammer       | Lussemburgo    | 5,450  |
| 29   | Nicolas Kanivé    | Lussemburgo    | 5,415  |

### Finale
La lotta per l'oro è ristretta tra lo statunitense Carl Johnson e lo svedese Petersson. Il confronto si risolve nel primo dei salti di finale, quando l'americano salta 7,095 e lo svedese risponde con 7,15.
| Pos.    | Atleta            | Età | Nazione     | Misura |
| ------- | ----------------- | --- | ----------- | ------ |
| Oro     | William Petersson | 25  | Svezia      | 7,150  |
| Argento | Carl Johnson      | 22  | Stati Uniti | 7,095  |
| Bronzo  | Erik Abrahamsson  | 22  | Svezia      | 7,080  |
| 4       | Dink Templeton    | 23  | Stati Uniti | 6,950  |
| 5       | Erling Aastad     | 22  | Norvegia    | 6,885  |
| 6       | Rolf Franksson    | 20  | Svezia      | 6,730  |